# Compañía de Paracaidistas
La Compañía Histórica "72 Escuadrilla de Paracaidistas", antiguamente simplemente la Compañía de Paracaidistas, es parte de la rama paracaidista del Fuerza Aérea del Perú. Está basada en la Base aérea Las Palmas.
Formada como parte del entonces Cuerpo Aeronáutico del Perú en 1939, entró en combate durante la Guerra peruano-ecuatoriana, cuando tomó la ciudad portuaria ecuatoriana de Puerto Bolívar el 27 de julio de 1941, marcando la primera vez en América que se utilizaban tropas aerotransportadas en combate.

## Historia

### Antedecedentes
El 27 de marzo de 1927, Enrique Tavernie Entelador se convirtió en el primer paracaidista peruano al saltar desde un avión Avro, pilotado por el capitán Clifford, desde una altura de 2.000 metros sobre la Base aérea Las Palmas (entonces Aeródromo de Las Palmas). Posteriormente, el 10 de mayo de 1928, el subteniente César Álvarez Guerra saltó voluntariamente desde una altura de 3.000 metros, convirtiéndose en el primer paracaidista militar. El comandante Fernando Melgar Conde y el sargento primero José Pineda Castro les siguieron el 16 de mayo de 1928, cuando saltaron sobre Las Palmas a 2.000 y 4.300 metros de altura, respectivamente. El 24 de mayo de ese año, el alférez Pedro Griva, del servicio de hidroaviones de Ancón, saltó desde una altura de 2.000 metros.

### Formación
La primera Escuela de Paracaidismo se inauguró en 1939, con el ahora coronel Guerra al mando. José Quiñones asistió a esta escuela. En el mismo año se forma la unidad.
El 14 de noviembre de 1940, el sargento Lázaro Orrego se convirtió en la primera baja de la unidad cuando su paracaídas no se abrió mientras realizaba ejercicios en Ancón.

### Guerra peruano-ecuatoriana
La unidad se hizo muy conocida durante la Guerra peruano-ecuatoriana cuando los paracaidistas Antonio Brandariz Ulloa, Carlos Raffo García y Armando Orozco tomaron la ciudad de Puerto Bolívar en el sur de Ecuador antes de la declaración de alto el fuego el 31 de julio de 1941, concluyendo la ofensiva peruana en la provincia de El Oro.

### Historia reciente
La unidad ha marchado en su uniforme gris tradicional como parte de la Fuerza Aérea durante la Gran Parada Militar de cada año.